# Terceiro álbum de estúdio não lançado (Charli XCX)
O terceiro álbum de estúdio não lançado (apelidado de "XCX World" pelos fãs de Charli XCX)  da cantora e compositora inglesa Charli XCX foi escrito e gravado de 2015 a 2017, com uma versão do álbum sendo finalizada em meados de 2016. O álbum foi adiado várias vezes antes de finalmente vazar em agosto de 2017, fazendo com que seu lançamento fosse cancelado. Charli XCX então iniciou um novo projeto, que acabou se tornando seu álbum auto-intitulado de 2019. A sessão de fotos do álbum, feita por Bradley & Pablo, vazou em agosto de 2018. Charli XCX afirmou que o álbum provavelmente nunca será lançado. Embora nunca nomeado oficialmente, o álbum foi batizado de XCX World pelos fãs da artista, que criaram várias recriações não oficiais do álbum com faixas vazadas confirmadas.

## Antecedentes
Em dezembro de 2014, após o lançamento do álbum predecessor, Sucker, Charli XCX revelou que estava planejando seu terceiro álbum de estúdio. Ela afirmou que seria inspirado na música pop japonesa e que soaria como "outro planeta nas nuvens" e "intensamente estranho e infantil". Em julho de 2015, Charli XCX compartilhou em uma entrevista que estava trabalhando em seu terceiro álbum e o descreveu como "a coisa mais pop e a coisa mais eletrônica" que ela já havia feito. A produtora musical escocesa Sophie, junto com BloodPop e Stargate, foram confirmados como envolvidos na produção do álbum. Em outubro de 2015, Charli XCX lançou a música "Vroom Vroom" - que acabaria por fazer parte do EP do mesmo nome,  -, na rádio Beats 1, alegando então que seria a primeira música lançada de seu terceiro álbum de estúdio.

“Naquela altura, eu fiquei com medo de falar sobre isso. Parecia uma invasão da minha vida, meu espaço pessoal, minha propriedade pessoal. Foi realmente muito triste, e eu estava realmente magoada.”

—Charli XCX sobre aquele que seria seu terceiro álbum
Em 26 de fevereiro de 2016, o EP Vroom Vroom foi lançado, sob a própria gravadora de Charli XCX, Vroom Vroom Recordings. Todas as músicas do EP foram produzidas por Sophie. Em julho de 2016, foi anunciado que o produtor britânico A. G. Cook, fundador da gravadora PC Music, havia assinado como diretor criativo de Charli. No mês seguinte, Charli disse em entrevista ao The Fader que seu álbum estava terminado e seria lançado em 2017. Charli também revelou títulos das músicas do álbum, incluindo "Good Girls" e "Come To My Party", o primeiro sendo descrito como "brinca[ndo] com expectativas de gênero". Ao descrever o projeto, Charli afirmou que o álbum seria dividido em dois lados, metade sendo "pop direto" e a outra metade sendo "club-oriented". Em outubro de 2016, o álbum foi confirmado para lançamento em maio de 2017. Em 10 de novembro de 2016, Charli se apresentou no Exchange, Los Angeles, junto com Sophie, onde estrearam várias músicas novas, incluindo "Roll With Me" (que mais tarde seria incluída em Number 1 Angel) e "No Angel". Em novembro de 2016, Charli XCX revelou a ideia de lançar uma iantes do álbum. Essa ideia viria a ser concretizada com Charli confirmando que uma mixtape seria de fato lançada no início de 2017.
Em fevereiro de 2017, foi anunciado que o álbum tinha sido adiado e que deveria ser lançado em setembro de 2017. Em maio de 2017, o álbum foi adiado novamente, com uma data de lançamento prevista para a primavera de 2018. Em uma entrevista com o The Fader, foi revelado que o álbum tinha sido concluído em meados de 2016.

## Promoção e cancelamento
Em 28 de outubro de 2016, o single "After the Afterparty" foi lançado como o primeiro single pretendido do álbum. O videoclipe foi lançado dois dias depois. A música alcançou a posição 29 no UK Singles Chart e foi certificada como prata pela British Phonographic Industry (BPI). Em 8 de fevereiro de 2017, Charli apresentou a faixa no Jimmy Kimmel Live!, junto com uma música inédita intitulada "Bounce".
"Boys" foi lançado em 26 de julho de 2017 como o segundo single do álbum, com o lançamento do videoclipe coincidindo com seu lançamento. O vídeo foi dirigido por Charli XCX, com direção adicional de Sarah McColgan, e sua produção começou em abril de 2017. Em 20 de agosto de 2017, o álbum vazou completamente na internet, o que levou o álbum a ser descartado. Charli então decidiu se concentrar em fazer um terceiro álbum de estúdio inteiramente novo, que acabou se tornando Charli (2019). Em setembro de 2019, Charli revelou em entrevista à The Fader que ela nunca deu um título oficial ao que seria o seu terceiro álbum e que o mesmo "nunca foi realmente uma coisa totalmente formada", mas que ela de fato já havia fotografado a capa do álbum e estava prestes a filmar videoclipes antes de o vazamento acontecer. Charli afirmou na mesma entrevista que a decisão de descartar o álbum estava "fora de [suas] mãos", e o material nunca seria lançado porque "[esse] tempo está realmente manchado" devido a alguém a hackear.